# Història de les revistes de Catalunya

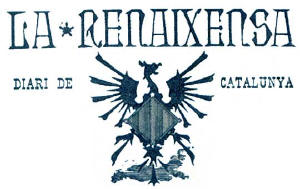
Capçalera de La Renaixensa

La història de les revistes de Catalunya explica l'evolució de les revistes a Catalunya. Des dels antecedents del segle xvii fins a una actualitat marcada per Internet, la societat civil catalana ha trobat en aquests mitjans l'eina per expressar-se.

## Inicis

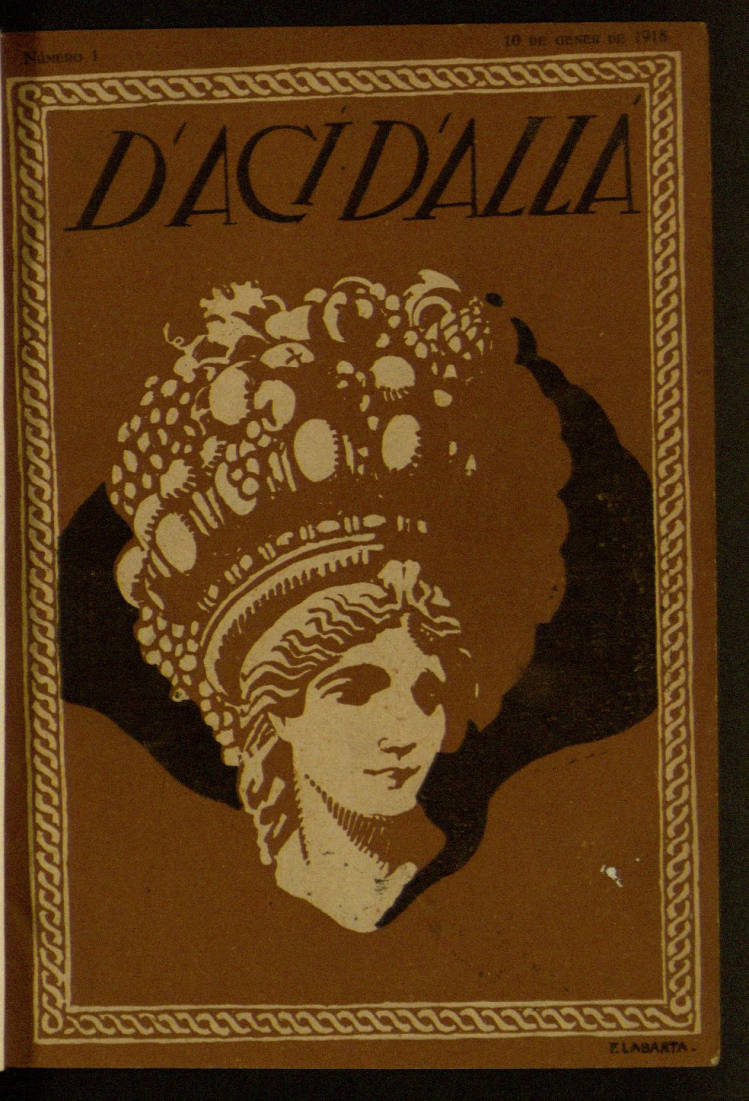
Primer exemplar de D'Ací i d'Allà, aparegut el gener de 1918

Els orígens de la premsa a Catalunya es remunten al segle xvii i, al XVIII, algunes capçaleres, com Caxón de Sastre Cathalán (1761), adquireixen certa propularitat. No obstant això, no és fins al principi del segle XX quan apareixen les primeres capçaleres modernes. Si durant bona part del XIX l'ús del català en les publicacions periòdiques havia estat marginal (el primer full periòdic en català és l'humorístic Lo pare Arcàngel, del 1841), el naixement de la consciència nacional va capgirar aquesta situació i va propiciar l'aparició de dos tipus de revista: la literària i la popular. Les primeres van permetre aglutinar moviments literaris i artístics com la Renaixença, amb la revista La Renaixensa, o el modernisme amb Pèl & Ploma, però van ser les revistes satíriques i infantils les que van connectar amb una societat que, en procés d'industrialització, era constituïda per un públic eminentment popular.

## Èxit i Guerra Civil
La popularitat de revistes humorístiques com ara Papitu o El Be Negre només va ser superada per la revista infantil En Patufet. Aquesta, amb una tirada mai igualada de 60.000 exemplars, va contribuir de manera decisiva a l'educació en català de diverses generacions.

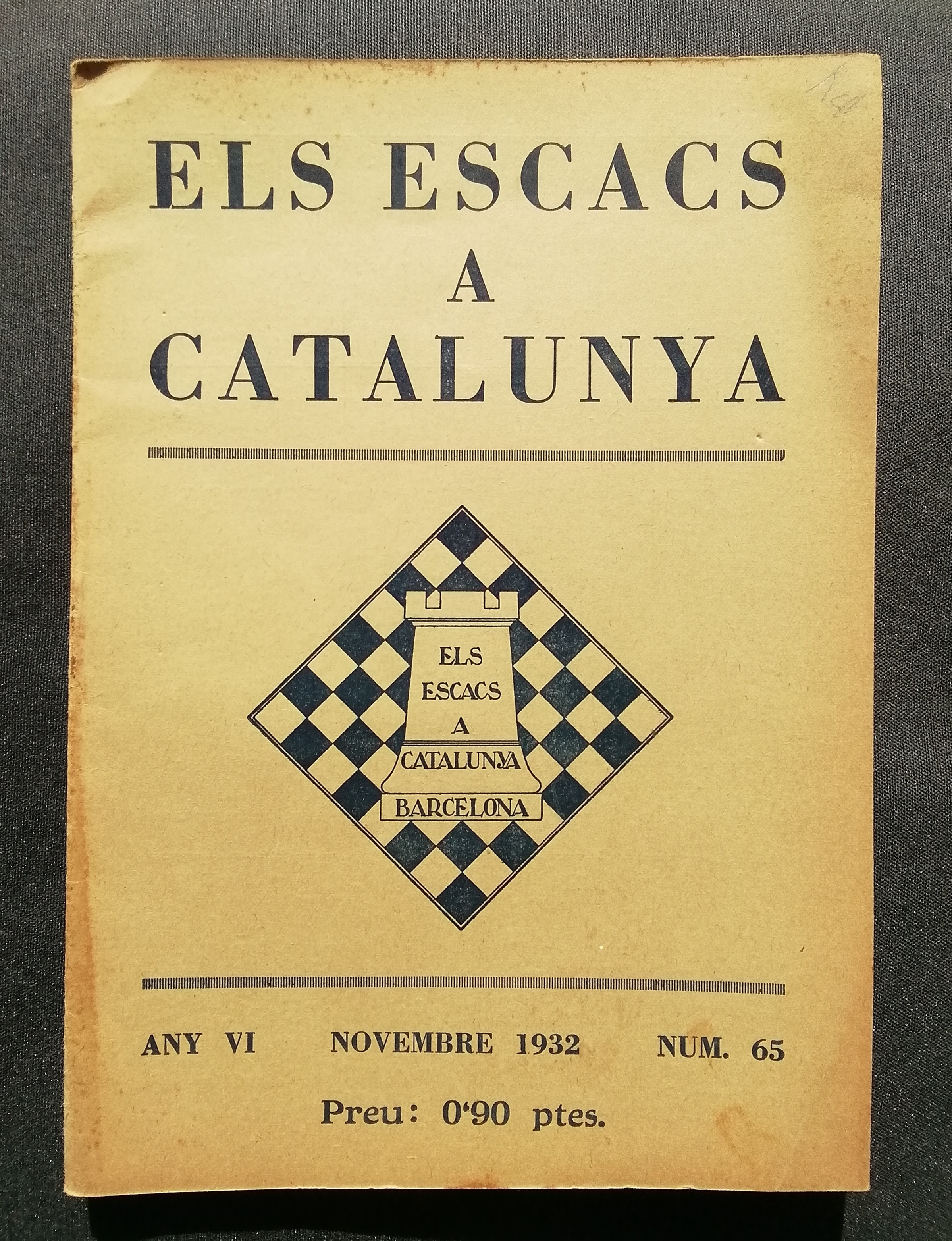
La revista Els Escacs a Catalunya es considera la primera revista catalana d'escacs. Heus ací un exemplar de l'any 1932

A partir dels anys trenta, la premsa periòdica va viure el moment d'or. La societat catalana, ja plenament industrialitzada, comptava amb lectors més cultivats, i les revistes, seguint les tendències internacionals, oferien un disseny més acurat i articles en què s'assajaven nous gèneres, com el reportatge o l'entrevista. El gran referent d'aquestes capçaleres va ser D'Ací i d'Allà. La Guerra Civil Espanyola, però, va estroncar un procés de modernització que dirigia el periodisme català envers l'humor mordaç, l'erotisme, les noves tendències i els debats culturals. A mesura que el règim franquista ho va permetre, van aparèixer noves publicacions amb voluntat de resistència, com Destino i, sobretot, Serra d'Or, que van esdevenir referents d'una cultura represaliada. També cal fer esment a les revistes editades durant aquells anys a l'estranger, mostra de vitalitat dels exiliats catalans.

## Època democràtica
Quan va arribar la democràcia, el mercat de lectors en català havia quedat malmès. Les publicacions que van sorgir a finals de la dècada del 1970 —tot just una quinzena— havien d'afrontar el repte de retrobar-se amb un públic que ja no estava acostumat a llegir en català. Cavall Fort, entre el públic infantil, i L'Avenç, entre lectors més cultes, són dues mostres que la feina feta durant els darrers trenta anys ha obtingut els fruits desitjats.
Actualment, l'Associació de Publicacions Periòdiques en Català (APPEC) comptabilitza gairebé tres-centes publicacions en català, un nombre que indica que les revistes, seguint la tendència internacional, informen els lectors de les temàtiques més diverses. Així, als quioscos hi trobem capçaleres especialitzades en literatura, en esport, en política, en història, en cuina, etc. Però l'època de reptes no s'ha acabat. Avui, el futur passa per noves eines com les revistes digitals i els blocs d'opinió.